# Stadtbrand von Donaueschingen 1908

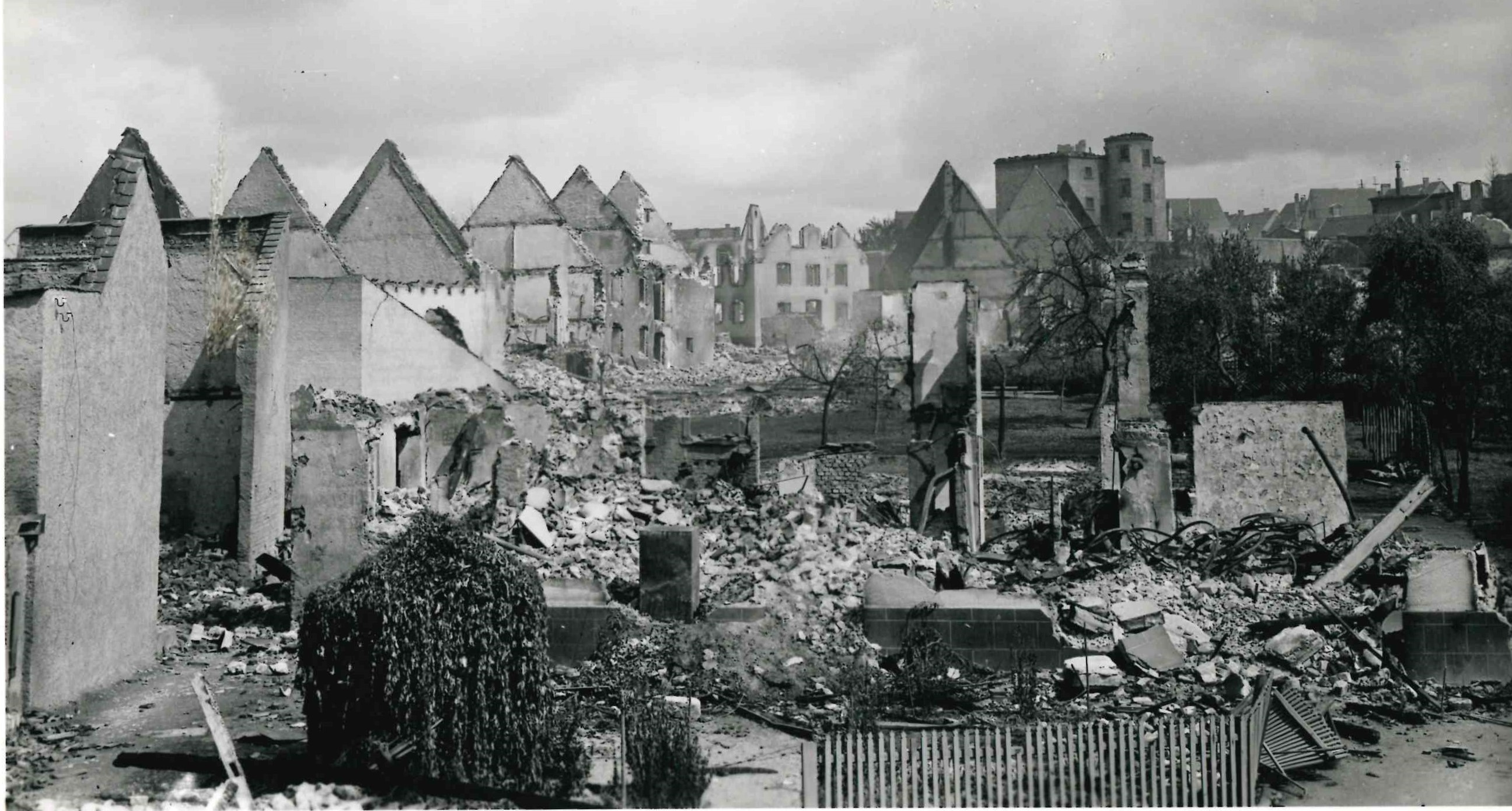
Donaueschingen nach dem Brand im August 1908

Der Stadtbrand von Donaueschingen am 5. August 1908 zerstörte 125 Wohnhäuser und 168 landwirtschaftliche Anwesen innerhalb von nur fünf Stunden. Ein Drittel aller Gebäude der Stadt fielen den Flammen zum Opfer, darunter Werkstätten, Scheunen und Kleinbetriebe. Auch staatliche Behörden wie das Finanzamt, das Amtsgefängnis und das Rathaus wurden ein Raub der Flammen. Es kamen keine Menschen an diesem Tag ums Leben, jedoch verloren 220 Familien mit rund 600 Personen ihre Unterkunft. Die Katastrophe führte zu einer Welle der Hilfsbereitschaft in ganz Deutschland. So gelang es, den zerstörten Teil der Stadt innerhalb von nur drei Jahren, teils im Jugendstil, wieder aufzubauen.

## Donaueschingen Anfang des 20. Jahrhunderts

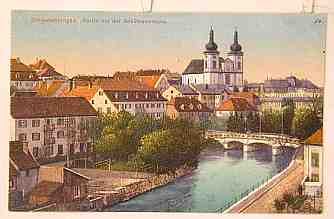
Donaueschingen um 1900

Das südbadische Donaueschingen an der Donauquelle wurde 1810 zur Stadt erhoben. Es wurden viele öffentliche Gebäude errichtet, so zum Beispiel 1838 das Rathaus, 1854 das Amtsgerichtsgefängnis und 1892 das Finanzamt. Die Stadt gewann in dieser Zeit als Behördenstandort und als Marktplatz zunehmend an Bedeutung. Zu Anfang des 20. Jahrhunderts hatte Donaueschingen knapp 4000 Einwohner, aber immer noch seinen früheren dörflichen Charakter. Nur einige Straßenzüge im Gebiet zwischen Rathaus, Stadtkirche, Lehenstraße und Wasserstraße waren dichter, die restlichen Straßen locker bebaut. Typisch für die Gegend waren Häuser mit Treppengiebeln und Schindeldächern. Handwerksbetriebe wie Sattler, Schreiner und Kürschner sowie Einzelhandelsgeschäfte wie Eisenwarenhandel, Versandhandel und Bekleidungsgeschäfte zogen Kunden aus dem ganzen Umland an. Die Fürstlich Fürstenbergische Brauerei hatte ebenfalls hier ihren Sitz. Die Stadt war seit dem 18. Jahrhundert Sitz der Fürsten zu Fürstenberg, die hier ihr Schloss erbauten. Kaiser Wilhelm II. war insgesamt 14 Mal in Donaueschingen zu Besuch, nahm an Hofjagden sowie Familienfesten teil und zeigte großes Interesse an der Entwicklung der Stadt. Er war ein Studienkollege und Freund des Fürsten Max Egon II. zu Fürstenberg.
Schon vor 1900 hatte es in Donaueschingen einige größere Brände gegeben. Für das 19. Jahrhundert listet die Badische Presse um die zwei Dutzend Brände auf. So brannten am 24. Januar 1849 in der Herdgasse sechs Häuser ab, im Jahr 1856 brannte das Hotel Zum Adler in der Stadtmitte. Dies war der Anlass, im Jahr 1858 die Freiwillige Feuerwehr Donaueschingen zu gründen.

## Brandausbruch

Luftbild vom 5. August 1908: Die letzte Aufnahme Donaueschingens vor dem verheerenden Stadtbrand ist ein Luftbild, aufgenommen aus einem Ballon rund zwei Stunden vor dem Brandausbruch. Das abgebrannte Stadtgebiet ist gelb hinterlegt.

Der 5. August 1908, ein Mittwoch, war ein sehr heißer Tag. Schon seit Längerem herrschte eine Trockenperiode. Es wehte ein sehr starker Wind, der alles austrocknete. Zufällig ist der Zustand der Stadt an diesem Tag genau dokumentiert. Ein Ballon überfuhr um die Mittagszeit die Stadt und fotografierte sie aus etwa 3000 Metern Höhe.
Der erwachsene Sohn der Witwe Engeßer kam an diesem Tag mittags zu seinem Wohnhaus in der unteren Käferstraße zurück. Er wohnte dort in einem für die Gegend typischen Treppengiebelhaus mit einem Wohn- und Ökonomieteil. Im Anbau, wo frisches Heu gelagert wurde, entdeckte er um 14:15 Uhr Feuer. Mit der Hilfe des Wirtes der Restauration Kuttruff (heute Hotel Ochsen) und einigen in der Nähe arbeitenden Italienern versuchte er, das Feuer mit Wassereimern zu löschen. Dies schlug fehl, worauf man die Feuerwehr nach etwa einer Viertelstunde alarmierte. Anwohner der Käferstraße begannen um 14:30 Uhr, um Hilfe zu rufen. Der Stadtbaumeister Mack sah vom Rathaus aus Rauch aufsteigen und ließ die Feuerglocke schlagen. Auch die katholische und evangelische Stadtkirche ließen die Glocken läuten.

## Verlauf
Die Bürger der Stadt liefen zum Spritzenhaus in der Lehenstraße, statteten sich mit Pumpen, Schläuchen und Feuerwehrgeräten aus und brachten diese zum Brandort. Dort standen bereits das Schindeldach und die Rückseite des Engeßer’schen Bauernhauses in Flammen. Bis die Pumpen an den Hydranten angeschlossen waren, stand bereits das ganze Haus in Flammen. Die Stadt hatte zwar 1892 eine Hochdruckwasserleitung in Betrieb genommen, aber die Wasserreservoire des Schellenbergs und des Buchbergs waren leer. Auch die Brunnen lieferten kein Wasser.
Da es seit Wochen nicht mehr geregnet hatte, kam aus den Wasserleitungen kein Wasser mehr. Auch die Wasserspeicher waren leer. Die Bürger bildeten deshalb eine Kette bis zur nahe gelegenen Brigach, um mit Eimern das Wasser heranzuschaffen. Durch die wochenlange Trockenheit waren die Schindeldächer vollkommen ausgedörrt. Der starke Wind wehte brennende Schindeln auf die Dächer der Nachbarhäuser. So entzündeten sich immer weitere Häuser in rascher Reihenfolge. Die zusammenhängenden Häuser waren zwar durch Brandgiebel (das ist der über das Dachniveau hinaus geführte Teil einer Brandmauer zwischen unterschiedlichen Gebäuden) getrennt, die jedoch keinen Schutz boten.
Der brennende Stadtteil wurde überwiegend von Landwirten bewohnt. Bald standen die Häuser der Familien Mäder und Strohmayer in Flammen, dann das Haus von Sattlermeister Heinrich Cron und das Restaurant Zum Roten Ochsen. Nach 15 Minuten brannten drei weitere Häuser, diesmal in der Karlstraße schräg gegenüber der Hofapotheke, 600 Meter entfernt vom ersten Brandplatz. Nun musste die Feuerwehr an zwei unterschiedlichen Orten Brände bekämpfen. Nur 30 Minuten nach dem Ausbruch des Feuers stand auch das Gasthaus Zur Traube in Flammen, das rund 200 Meter vom Brandherd entfernt war.
Inzwischen war klar, dass man des Brandes nicht Herr werden konnte und Hilfe von außerhalb benötigte: Über den Telegrafen des Großherzoglich Badischen Bezirksamtes wurden die Feuerwehren der benachbarten Städte informiert. Die Feuerwehr von Bräunlingen war eine der ersten, die am Brandplatz eintrafen. Nun standen mehrere Straßenzüge gleichzeitig in Brand. Die Häuser der gesamten Käferstraße, der Herdstraße, der Rosenstraße und der Wasserstraße brannten. Auch die Häuser im oberen Teil der Mühlenstraße fingen Feuer. Mit Pferdegespannen wurden Saug- und Druckpumpen herangeschafft, mit denen Wasser aus der Brigach gepumpt werden konnte.

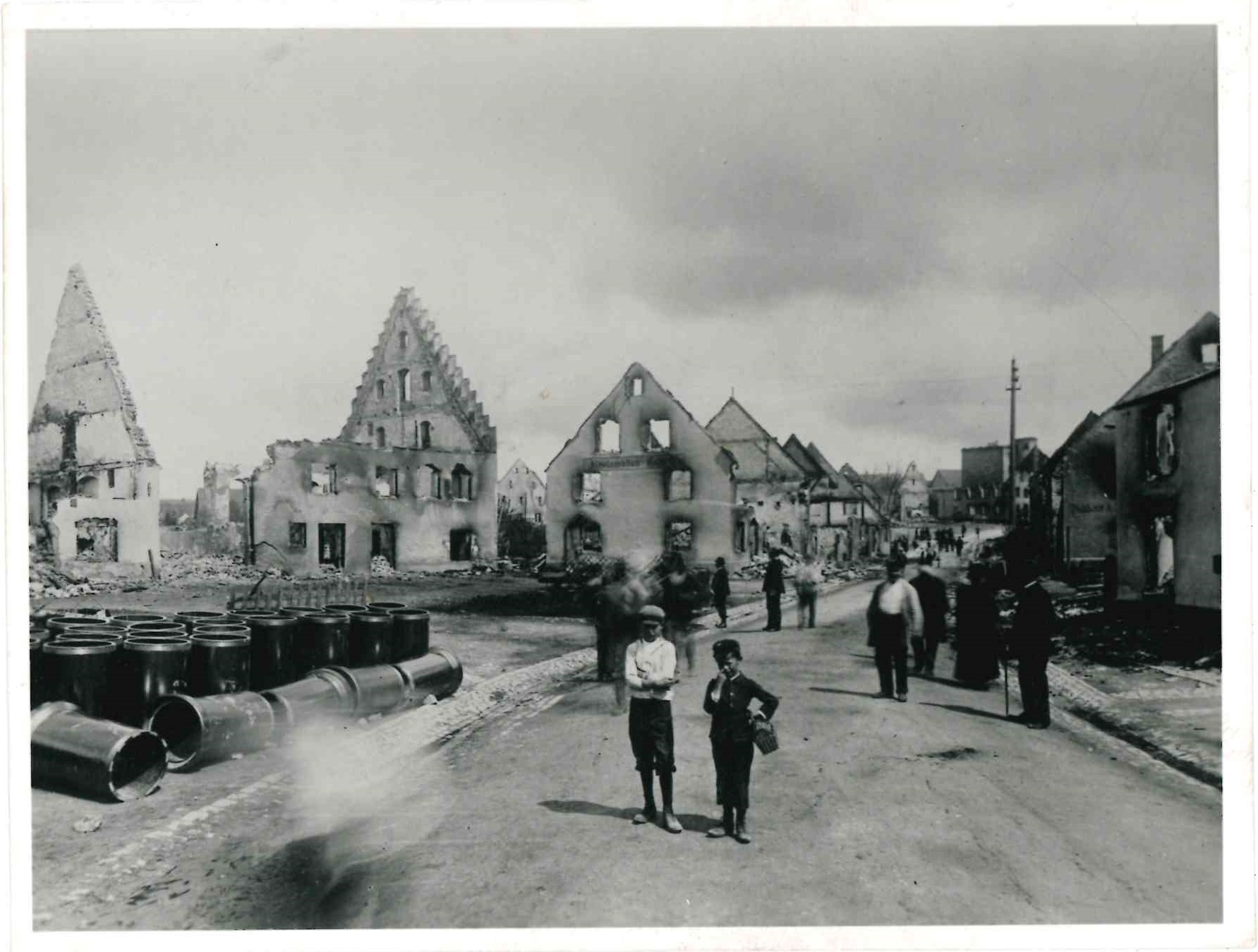
Die Käferstraße, etwa von der Kreuzung mit der Wöhrdenstraße bzw. Wasserstraße aus. Links das Anwesen Marie Engeßer, der Brandherd. Daneben, Bildmitte, die Ruine der Restauration Kuttruff. Ganz hinten rechts das Amtsgefängnis mit dem markanten Turm.
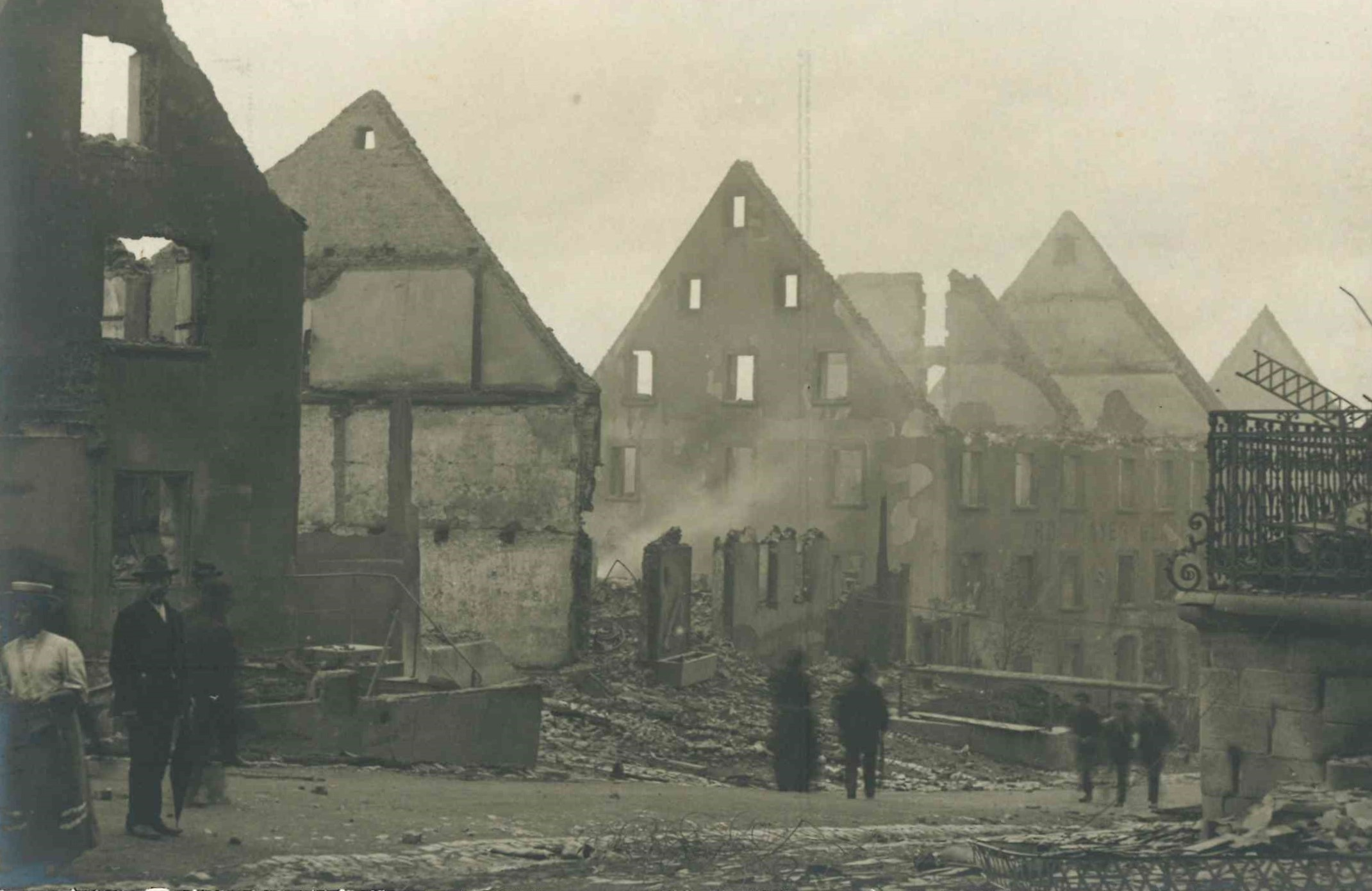
Postkarte (ohne Inschrift). Biergasse [Zeppelinstraße], bergab, linke (östliche) Seite. Das dominierende Haus, rechts der Mitte, ist das des Glasers Friedrich Mayer, Haus Nr. 200, (Aufschrift „Frd. Mayer Glaser“).
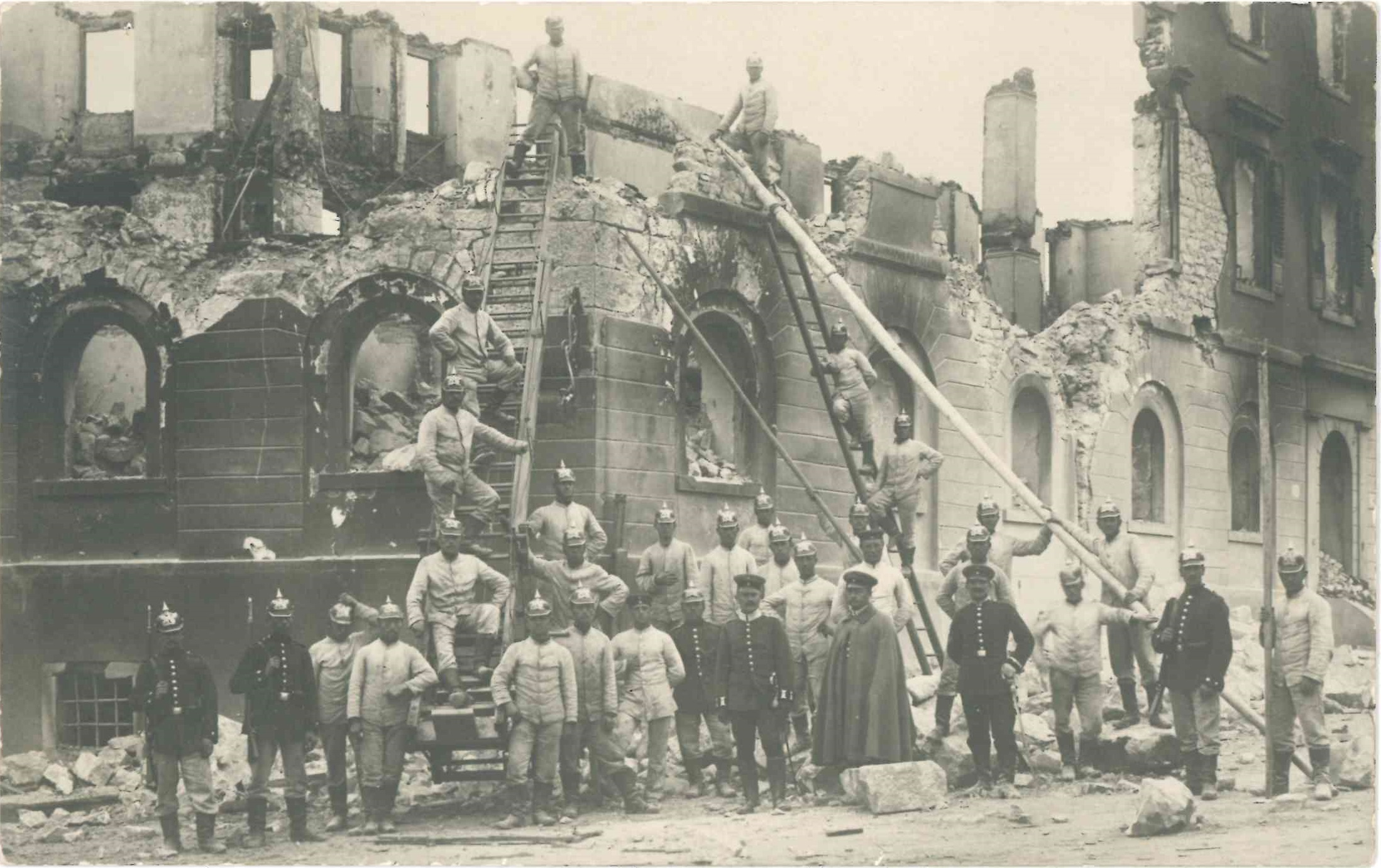
An der Rathausruine (Ecke Rathausplatz / Villinger Straße) haben sich Militär-Hilfsmannschaften zum Erinnerungsfoto in Positur gebracht. In hellen Uniformen Pioniere des Pionierbataillons 14 aus Kehl, in dunklen Uniformen Soldaten des Infanterieregiments 114 aus Konstanz. (Die Fassaden sind hier an dieser Ecke bereits bis an das Erdgeschoss herab abgerissen.)
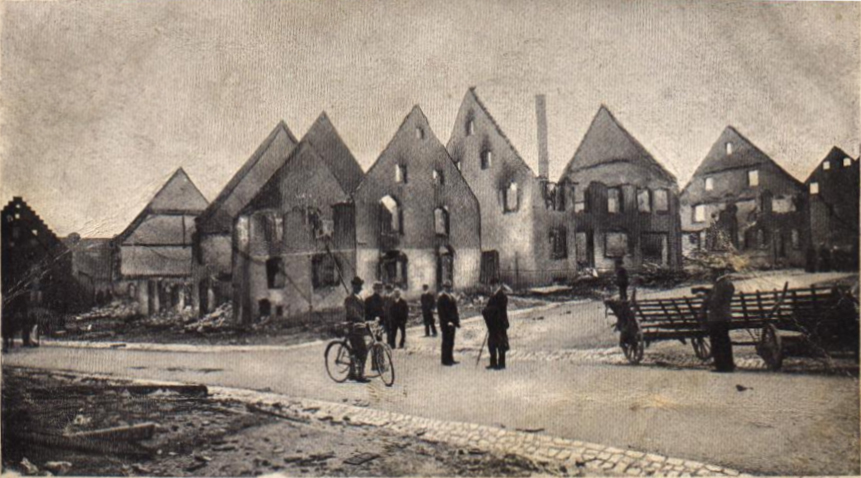
Postkarte von der Brandkatastrophe von Donaueschingen 1908

Durch den starken Wind entzündeten die brennenden Häuser der Käfer- und Rosenstraße die Häuser in der Bierstraße (der heutigen Zeppelinstraße). Bald darauf brannten zwei weitere Häuser in der damaligen Eisenbahnstraße (heute Max-Egon-Straße) nieder. Eine Stunde nach Brandausbruch fingen auch die Sparkasse, das Gefängnis und das Rathaus im Zentrum der Stadt Feuer. Das Haus der Großherzoglich Badischen Steuereinnehmerei (das Finanzamt), das erst zehn Jahre alt war, wurde ebenso ein Raub der Flammen. Das Feuer breitete sich weiter entlang der unteren Lehenstraße und der Villinger Straße aus. Weitere Feuerwehren wurden angefordert. Mit Sonderzügen kamen am Bahnhof die Feuerwehren aus Villingen, St. Georgen, Triberg und Löffingen an. Sie versuchten mit Wasser aus der Brigach, der Donauquelle und sogar aus Güllegruben, die Feuer zu bekämpfen.
Von der Bierstraße aus fingen die Häuser der Hauptgasse/Schmiedgasse (heute Karlstraße) Feuer. Das Gasthaus Adler fiel dort den Flammen zum Opfer. Auch weitere Gaststätten und Wohnhäuser in diesen Straßenzügen konnten nicht gerettet werden: die Drogerie Rasina, die Wirtschaft Zur Schmiede der Familie Conzelmann, das Gasthaus Zum Engel und das Gasthaus Zum Auerhahn. Auch die Eisenhandlung Beda-Seidel (heute das Geschäftshaus Thedy) brannte aus. Um 16 Uhr brannten der Turm und der Dachstuhl des Rathauses. Häuser in der Mühlenstraße und dem unteren Teil der Villinger Straße fingen ebenfalls an zu brennen. Das letzte Haus, das vernichtet wurde, war das Gasthaus Zur Linde in der östlichen Karlstraße.
Es waren 210 Feuerwehrmänner aus Donaueschingen an der Brandbekämpfung beteiligt, meist Mitglieder der Freiwilligen Feuerwehr, die nach dem Brand des Gasthauses Adler 1856 gegründet worden war. Die Pflichtmannschaft bestand aus 140 Mann, die Handpumpen bedienten und Wasser beschafften. Insgesamt waren 1850 Feuerwehrleute während des Brandes im Einsatz. Aus allen umgebenden Dörfern der Baar kamen die Feuerwehren. Es waren 40 Saug- und Druckpumpen im Einsatz. 31 Wasserfuhrwerke mit Fuhrleuten und Gespannen halfen, den Brand zu bekämpfen. Sie brachten auch Hydrantenwagen, Standrohre und Leitern mit. Mit ihrer Unterstützung konnte eine noch größere Katastrophe verhindert werden. Die Feuerwehr war gut ausgestattet, auch weil der Bürgermeister Hermann Fischer vor seiner Wahl Kommandant der Feuerwehr gewesen war.
Unterstützung kam auch von der Brauereifeuerwehr der Brauerei Fürstenberg. Mit ihrer Hilfe konnte ein Überspringen des Feuers auf die nahe gelegene Brauerei und auf weitere Teile der Stadt verhindert werden. In den betroffenen Arealen hatte das Feuer dagegen bereits ein solches Ausmaß angenommen, dass nur noch versucht wurde, das Vieh, Hab und Gut zu retten. Durch den starken Wind und Funkenflug war die Feuerwehr letztlich hilflos und konnte sich teilweise nur durch Flucht selbst schützen. Die Bauern waren mit der Ernte beschäftigt und hatten einen langen Fußweg zur Stadt. Sie konnten nur ohnmächtig zusehen, wie die Stadt und ihre Häuser abbrannten. Um 17:30 Uhr war die Situation hoffnungslos, die Feuer konnten nicht mehr unter Kontrolle gebracht werden.
Zwischen 18 und 19 Uhr abends brachte dann ein starkes Gewitter Regen und Hagelschlag. Dadurch wurden bestehende Brände gelöscht. Die Schindeldächer wurden nass und konnten sich nicht mehr so leicht entzünden. Bestehende Glutnester wurden eingedämmt. Bis zu diesem Zeitpunkt hatte der Stadtbrand fünf Stunden gedauert, so dass in jeder Minute ein weiteres Gebäude in Flammen aufgegangen war. Gegen 21 Uhr setzte nochmals ein starker Wind ein, der wieder die Gefahr mit sich brachte, dass sich die noch brennenden Glutnester erneut weiter verbreiten könnte. Bis 22 Uhr konnte das aber verhindert werden. Bis in die Nachtstunden mussten Brände gelöscht werden.

## Unmittelbare Folgen

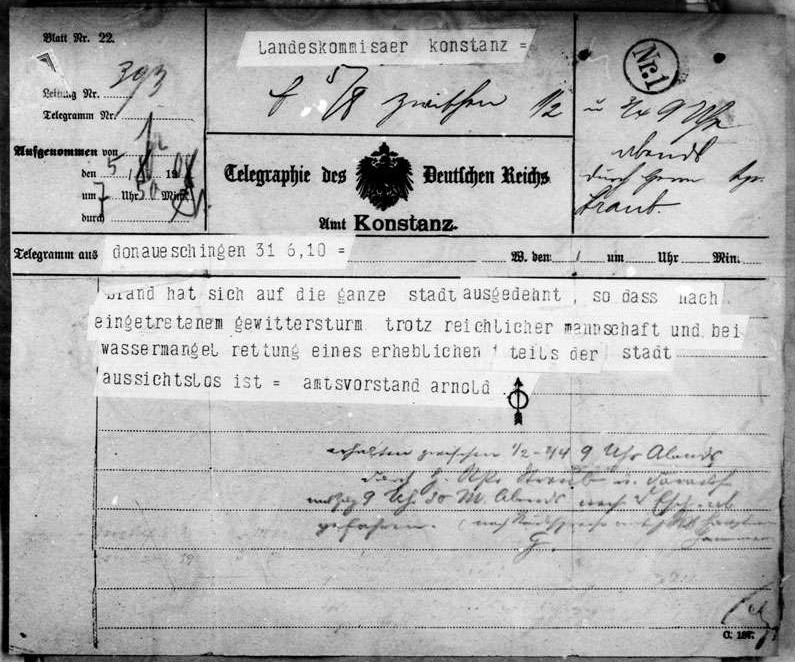
Meldung von Amtsmann Arnold am 5. August 1908 an den Landeskommissar Konstanz über den Stadtbrand Donaueschingen

Am Ende des Tages konnte Amtsvorstand Arnold in einem Telegramm nach Konstanz nur noch berichten, dass sich der Brand auf die ganze Stadt ausgedehnt hatte und die Rettung eines erheblichen Teils der Stadt aussichtslos ist. Um 17:35 Uhr wurde ein Telegramm an das Großherzogliche Bezirksamt gesendet, mit der Bitte, 100 Soldaten mit Schanzzeug und Sprengmitteln für die Unterstützung der Brandbekämpfung zu senden. Noch am Abend um 20:54 Uhr kamen mit der Eisenbahn rund 100 Soldaten der ersten Kompanie des Infanterieregiments 114 der Garnison Konstanz an. Sie übernahmen die Brandwache und lösten die Feuerwehrmänner ab. Einige Tage später traf aus Kehl ein 30 Mann starkes Kommando des Pionierbataillons Nr. 14 ein. Es sollte die Ruinen einreißen und sprengen, um Unfälle zu verhüten. Bis zum 20. August wurden diese Arbeiten durchgeführt.
Durch den Brand wurden 600 Donaueschinger obdachlos. Für sie mussten Notquartiere organisiert, Verpflegung und Kleidung beschafft werden. Viele kamen bei Verwandten und Bekannten in den umliegenden Ortschaften unter. In der Festhalle stellte das Badische Rote Kreuz Betten auf. Auch Max Egon II. Fürst zu Fürstenberg stellte Wohnraum zur Verfügung. In der großen Reithalle wurden Notstallungen für das Vieh eingerichtet; Heu und Stroh wurden bereitgestellt. Der Fürst spendete 40.000 Mark als Ersthilfe, davon wurden 6.000 Mark sofort verteilt. Seine Frau Irma richtete eine Suppenküche ein, um die Obdachlosen, Helfer und Handwerker zu versorgen. Gegen Abend ging der Fürst mit einer Schar von Leuten von Laden zu Laden, um Kleidungsstücke und Nahrung einzukaufen. In der Festhalle wurden Notunterkünfte eingerichtet. Für die Obdachlosen wurden Baracken entlang der Brigach aufgebaut.

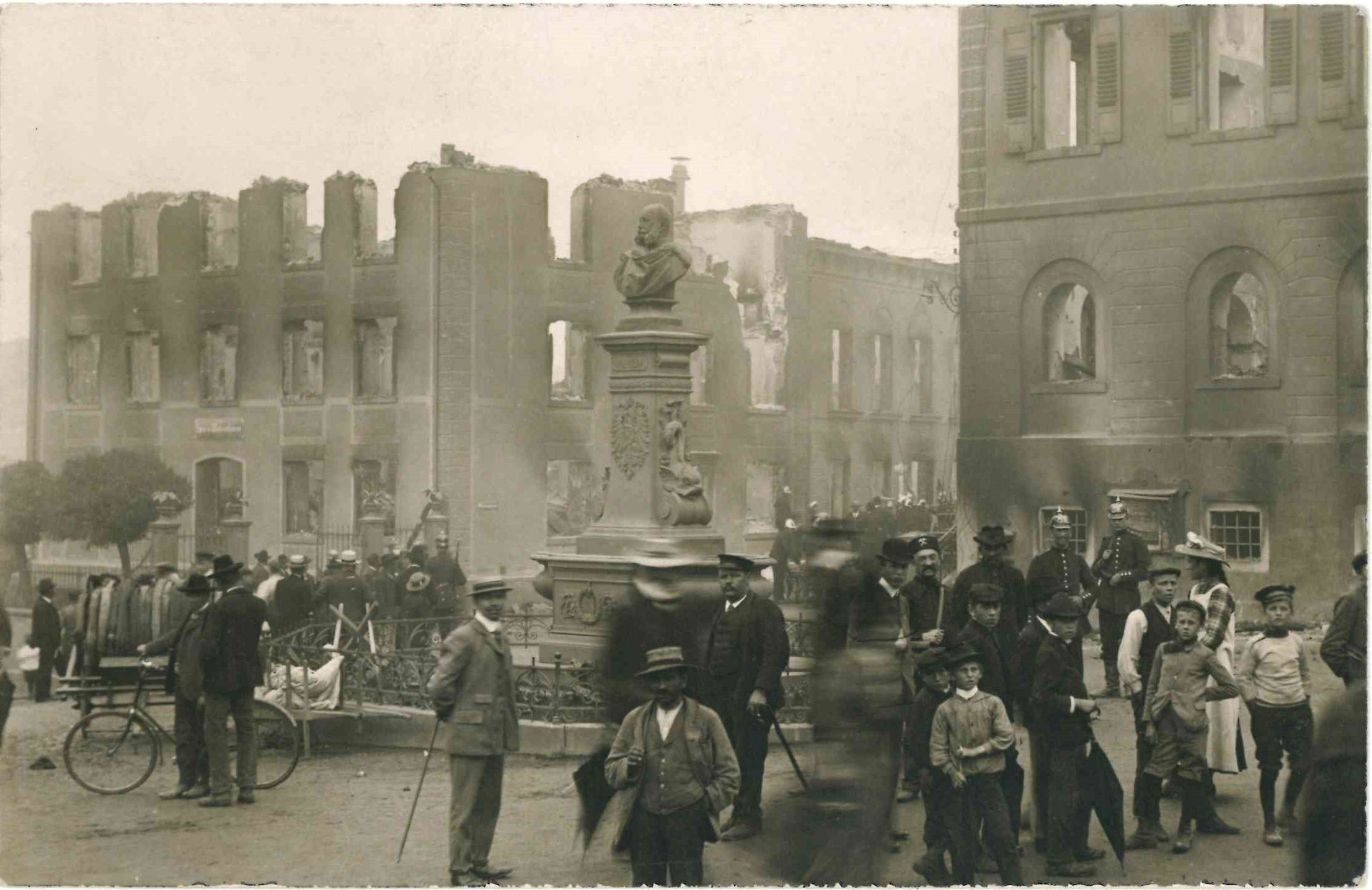
Besucher in Donaueschingen nach Stadtbrand 1908

Am Wochenende nach dem großen Brand besuchten zahlreiche Schaulustige die vom Feuer zerstörte Stadt, um die Brandruinen zu besichtigen. Ein Reporter der Badischen Presse berichtete: „Viele Tausende aus der näheren und weiteren Umgebung Donaueschingens haben die Brandstätte besucht. Die Bahnzüge brachten ungezählte Scharen vom frühen Morgen bis späten Nachmittag. Als in den Abendstunden die ‚Brandausflügler‘ in die Heimat zurückkehren wollten, spielten sich in der Bahnhofshalle beängstigende Szenen ab.“ Das Gedränge der Tausende, die die Stadt wieder verlassen wollten, wurde am Bahnhof beinahe lebensgefährlich. Viele, die an einen Schalter gekommen waren, zogen unverrichteter Dinge wieder ab, da die gewünschten Karten ausverkauft waren. Die Zahl der Besucher der Brandstätte wurde am Sonntag auf 15-20.000 bis 40.000 geschätzt, so dass auch in den abgebrannten Straßenzügen Gedränge herrschte.

## Schaden

Grundriss der Stadt im Jahr 1908. Abgebrannte Häuser sind schwarz gezeichnet, unversehrte Häuser blau schraffiert. A) Entstehungsort der Brandes, B) Sparkasse, C) Rathaus, D) Finanzamt, E) Hotel Adler, F) Amtsgericht, G) Haus Mall, H) Haus Rasina, K) Restaurant Kronen, L) Haus Beda-Seidel, M) Restaurant Zur Schmiede, N) Hotel Linde, O) Hofapotheke, P) Spritzenhaus

Menschenleben waren am Brandtag nicht zu beklagen. Die Witwe Anna Sticker, die noch aus den Flammen gerettet werden konnte, starb am 11. August an ihren Brandwunden. Der zwölfjährige Karl Dengel spielte mit Freunden in den Brandruinen, als eine Mauer durch einen Windstoß umfiel und ihn begrub. Insgesamt waren 125 Wohngebäude und 168 Nebengebäude abgebrannt.
Fast alle Akten des Amtsgerichts und des Bürgermeisteramts wurden vernichtet. Der Großteil der Dokumente wie Testamente, Ehe- und Erbschaftsverträge, die im Notariat im Rathaus aufbewahrt wurden, waren verbrannt. Im Keller des Rathauses waren größere Vorräte von Kohle und Holz gelagert, die auch am darauffolgenden Tag weiterbrannten. Die Notariatsbediensteten mussten die Akten wieder herstellen. Auch die Dokumente des Grundbuchamts mussten rekonstruiert werden. Für die Wiederherstellung der verbrannten Testamente und sonstigen Akten des Großherzoglichen Amtsgerichts wurden sonn- und feiertags Sprechstunden beim Notar eingerichtet.
Das Großvieh der Landwirte konnte gerettet werden. Das meiste Vieh konnten in anderen Stallungen der Gemeinde untergebracht werden, nur wenige mussten in Nachbargemeinden eingestellt werden. Für diese Tiere mussten Futtervorräte gesammelt werden.
Viele der Häuser, die abgebrannt waren, waren nicht versichert. Die Schadenssumme belief sich auf 2.000.000 Mark. Insgesamt mussten 29 Versicherungen 299 Schäden regulieren. Der Entschädigungsbetrag summierte sich auf 938.388,79 Mark. Ein großer Teil der Entschädigung kam bereits im August und in der ersten Septemberhälfte zur Auszahlung. Ein Reporter der Badischen Presse schätzte, dass auch etwa 300.000 Mark an Bargeld verloren gegangen sein sollen, der Brandschaden an Gebäuden allein solle beinahe 1.800.000 Mark erreichen.
Das Haus der Spar- und Waisenkasse war vollständig abgebrannt. Die Kassenschränke der Sparkasse hatten dem Feuer jedoch gut standgehalten. Das meiste Geld konnte gerettet werden.

## Ursachen
Dass sich der Brand eines Hauses in so kurzer Zeit auf die ganze Stadt ausdehnen konnte, war schon kurz nach dem Ereignis Gegenstand von Untersuchungen. Es wurden mehrere Gründe ausgemacht:
- Die Feuerwehr wurde erst 15 Minuten nach Brandbeginn alarmiert, so dass das Feuer schon auf das Haupthaus übergegriffen hatte, als die Feuerwehr eintraf.
- Bereits zu Beginn der Löscharbeiten brach die Wasserversorgung innerhalb weniger Minuten zusammen. Die Hochdruckwasserleitung von Donaueschingen wurde durch zwei Kammern mit je 100 m³ Fassungsvermögen gespeist. Eine Kammer war für den ständigen Gebrauch vorgesehen. Die andere, als Brandreserve vorgesehene Kammer des Hochbehälters sollte immer gefüllt sein, war es jedoch entgegen den Vorschriften nicht. Die Quellen lieferten eine Menge von sieben Litern je Sekunde, in trockenen Zeiten jedoch nur vier Liter je Sekunde, sodass die Stadt dann unter Wassermangel litt. Die Feuerwehr machte die Stadtverwaltung mehrfach auf diesen unhaltbaren Zustand aufmerksam, der im Falle eines Brandes schwerwiegende Folgen haben würde. Auch am 5. August herrschte wieder Wassermangel in der Stadt; in einigen Haushalten lief kein Wasser mehr. Am Morgen des Brandtages war zudem in Teilen der Stadt die Wasserversorgung in mehreren Straßen völlig ausgefallen. Grund war ein Leck im Bereich Hagelrain. Nach Aussage des Brunnenbaumeisters waren am Morgen des Brandtags beide Kammern etwa halb voll. Als der Sohn des Brunnenbaumeisters bei Brandbeginn zu den Wasserbassins eilte, um das Wasser der Brandreserve anzuzapfen, fand er die Kammer für das Brauchwasser ganz leer vor, die Reservekammer war mit etwa 75 m³ Wasser gefüllt.[27] Er wollte das Problem durch das Öffnen des Schiebers für die Zuleitung von Wasser aus Allmendshofen beheben, war aber nicht darüber informiert, dass vier andere Schieber vorher geschlossen werden mussten. Deswegen floss das restliche Wasser im Hochbehälter nach Allmendshofen ab.[28] Das Wasser zurückzupumpen war nicht mehr möglich, weil die ersten Freileitungen der Stromversorgung teilweise schon zu Boden gefallen waren und das Elektrizitätswerk zur Vermeidung von Unglücksfällen den Strom abgeschaltet hatte.[28]
- Die Hausdächer der Stadt hatten einen großen Anteil am Verlauf des Brandes. Viele waren Schindeldächer oder mit Ziegeln überdeckte Schindeldächer, die in den kalten Wintern gut isolieren. Bei starker Hitze gasen Schindeln. Dieses Gas bildet ein Gemisch mit Staub, das sich unter den Ziegeln sammelt. So steht ein Dach in kurzer Zeit in Flammen, wenn sich dieses Gemisch entzündet.[28]

## Reaktionen und Spendenaufrufe
Der Fürst schickte am gleichen Tag ein Telegramm an Kaiser Wilhelm II., der zu dieser Zeit in Stockholm weilte:

„Seiner Majestät dem Kaiser Berlin
Melde Eurer Majestät alleruntertänigst mit tiefbekümmerten Herzen dass eben unsre Stadt Donaueschingen fast zur Hälfte niedergebrannt ist. Hunderte von Menschen sind obdachlos. Schloss und Brauerei bisher gottlob unversehrt geblieben. Euer Majestät in tiefster Ehrfurcht gehorsanster [sic] Diener“

Der Kaiser telegrafierte dem Bürgermeister Fischer zurück und sprach ihm und der Bürgerschaft seine „wärmste Teilnahme“ aus. Auch die Großherzogin Luise von Baden, die im Schloss Tullgarn in Schweden weilte, sprach ihre Anteilnahme per Telegramm aus. Sie veranlasse bald darauf Kleidersendungen von Karlsruhe.
Noch am Abend war den Verantwortlichen klar, dass die Stadt wieder aufgebaut werden sollte. Auch war ihnen bewusst, dass der Wiederaufbau nur mit Unterstützung von Spendern gelingen könnte. Es wurde schon am nächsten Tag ein Gremium gegründet, das sich um den Wiederaufbau kümmern sollte. Es bestand aus dem Bürgermeister Hermann Fischer, dem Oberamtmann Lukas Strauß von der badischen Regierung, dem katholischen Stadtpfarrer K. Bauer, dem katholischen Stadtpfarrer Heinrich Feurstein und dem fürstlichen Kammerpräsidenten Dänzer. Vorsitzender wurde Lukas Strauß.
Am Vormittag des 6. August besuchte der badische Minister des Innern, Heinrich von und zu Bodman, Donaueschingen, informierte sich über den Umfang des Schadens und sprach mit den beteiligten Stellen die vorläufigen Maßnahmen ab. Er berichtete dem Badischen Landtag in Karlsruhe darüber und bat um Unterstützung für diese Maßnahmen. Am 11. August besuchte Großherzog Friedrich II. mit seiner Frau die Stadt.
Die umliegenden Städte und Dörfer spendeten Heu, um die Tiere der Landwirte durchzubringen. Statt Geld wurden auch „Liebesgaben“ wie Möbel, Geschirr, Lebensmittel, Kleider aus ganz Baden und Württemberg an den Hilfsausschuss gesandt. Die Namen der Spender wurden in den Zeitungen veröffentlicht.
Der Kaiser ließ in den Berliner Zeitungen einen Aufruf veröffentlichen, in dem er um Spenden bat. Auf seine Veranlassung hin wurde das Norddeutsche Hilfskomitee für Donaueschingen gegründet. Es rief die Bewohner Norddeutschlands auf, durch „rasche und werktätige Hilfe den schwer Heimgesuchten zu zeigen, daß kein Unterschied ist zwischen Nord und Süd, gewiß nicht, wenn es gilt, zu helfen und zu retten“. Im Aufruf wurde um Lebensmittel, Wirtschaftsgegenstände und ungetragene Kleidungsstücke gebeten. Diese sollten in den als Depot eingerichteten Städtischen Wärmehallen abgegeben werden oder sie wurden von einem Spediteur kostenlos abgeholt. Auch um Geldspenden wurde gebeten. Die königliche Eisenbahn transportierte die Waren kostenlos nach Donaueschingen. Bis zum 3. Oktober wurden vom Norddeutschen Hilfskomitee 160.000 Mark überwiesen. Auch der Schuster Wilhelm Voigt, bekannt als „Hauptmann von Köpenick“, verkaufte von ihm signierte Postkarten in Berlin, um Spenden zu sammeln.
Im übrigen Deutschland berichteten die Tageszeitungen von der Brandkatastrophe. Sie riefen zu Spenden auf und veröffentlichten die Namen der Spender. Es wurden Benefizveranstaltungen in Theatern und Konzerthäusern für die „Abgebrannten“ aus Donaueschingen veranstaltet. Bereits nach zwei Monaten waren etwa 160.000 Mark gespendet worden. Die zweite Meldung, die die Nachrichten um diese Zeit beherrschte, war die Explosion des Zeppelin LZ 4 des Grafen Ferdinand von Zeppelin in Echterdingen am gleichen Tag. Dieses Unglück fand sehr große Resonanz in Deutschland und löste eine Welle der Hilfsbereitschaft aus. Diese Zeppelinspende des deutschen Volkes sammelte sechs Millionen Mark ein. Der Graf von Zeppelin wusste auch vom Brand in Donaueschingen und spendete die Summe von 1.000 Mark aus seinen Spendengeldern. Vom 9. bis 11. November besuchte der Kaiser die Stadt mit dem Zug. Beim Empfang des Kaisers überflog der Graf von Zeppelin mit dem Kronprinz Wilhelm die Stadt mit seinem Zeppelin LZ 3. Nach einem Gottesdienst am Sonntagvormittag unternahm der Kaiser eine Rundfahrt durch den abgebrannten Stadtteil.
Der Gesamtschaden belief sich auf etwa 2.000.000 Mark. Die Hälfte davon konnte durch Spenden gedeckt werden, etwa 10 % aus Berlin. Die Spenden wurden in einem Hilfsfonds gesammelt. Das Komitee war auch zuständig für die Verteilung der Hilfsgelder. Diese Spenden wurden für die Beschaffung von Hausrat und für den Wiederaufbau der abgebrannten Häuser eingesetzt. Die Zuschüsse für die Brandgeschädigten wurden individuell unter Berücksichtigung der Baukosten und der Entschädigungssumme der Versicherung festgesetzt. Die Hilfsaktion lief bis zum Jahresende 1908. Am 31. Dezember wurde das Geld an 500 Brandgeschädigte verteilt.
| Spende                           | Betrag         |
| -------------------------------- | -------------- |
| Naturalien                       | 0.060.000 Mark |
| Spenden außerhalb des Hilfsfonds | 0.040.000 Mark |
| Spenden innerhalb des Hilfsfonds | 1.038.000 Mark |
| Spendensumme                     | 1.138.000 Mark |

| Ausgabe                               | Betrag         |
| ------------------------------------- | -------------- |
| Errichtung von Baracken               | 0.100.000 Mark |
| Sofortige Geldunterstützung           | 0.008.000 Mark |
| Verpflegung (auch auswärtiger Helfer) | 0.010.000 Mark |
| Reserve für Gewerbetreibende          | 0.020.000 Mark |
| An die Stadt für deren Brandschaden   | 0.200.000 Mark |
| Für die versicherten Fahrnisschäden   | 0.149.841 Mark |
| Für nicht versicherte Fahrnisschäden  | 0.047.293 Mark |
| Für Abräumarbeiten                    | 0.075.000 Mark |
| Für private Gebäudeschäden            | 0.297.690 Mark |
| Reserve für besondere Notlagen        | 0.125.000 Mark |

## Wiederaufbau der Stadt
„Durch Aller Hilfe“

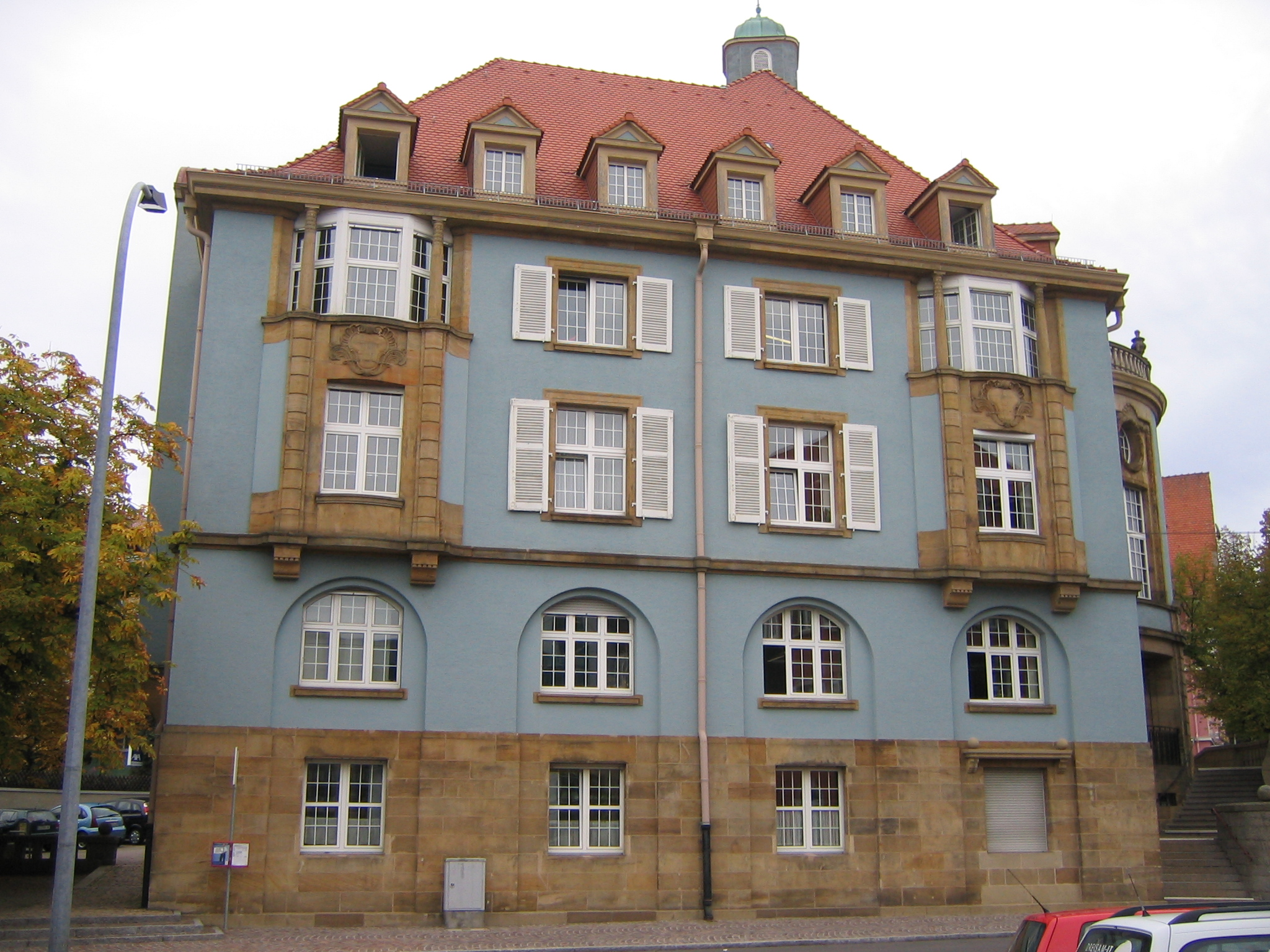
Das Donaueschinger Rathaus, 1910–1911 im Jugendstil wieder aufgebaut

Das Gremium zum Wiederaufbau setzte sich dafür ein, dass die Brandgeschädigten möglichst schnell in neue Häuser einziehen konnten. Bereits am 9. August wurde eine Versammlung der Besitzer der abgebrannten Häuser im Museumssaal angekündigt.
Zu den Beratungen über den Wiederaufbau wurde der Architekt Carl Luckerscheiter nach Donaueschingen entsandt. Die Regierung in Karlsruhe unterstützte den Wiederaufbau, indem sie den bautechnischen Referenten August Stürzenacker zur Unterstützung der Kommission zur Verfügung stellte. Viele Architekten aus Baden richteten Büros ein, um die Bauherren beraten zu können. Die Häuser wurden von den Architekten im Jugendstil geplant, jedoch aus Kostengründen in vereinfachten Formen. Von den Baubehörden gab es keine exakten Vorgaben, wie die Häuser zu bauen seien. So entstand der typische „Donaueschinger Jugendstil“. Der Fürstenbergische Bauinspektor und Professor der Karlsruher Akademie, Josef Graf, war maßgeblich an der Durchführung der Bauarbeiten beteiligt. Stilistisch orientierte sich Graf an der damals modernen Form des Jugendstils und an einer, wie er selber schreibt, „malerischen Lösung, die an die besten Bilder mittelalterlicher Städte erinnert“. Man wollte auch für die Obdachlosen schnellstmöglich neue Häuser errichten. Dabei sollte trotz der gebotenen Eile eine neue Architektur städtebauliche Akzente setzen. So wurde der Donaueschinger Jugendstil „eine interessante Synthese aus mittelalterlichen Bauzitaten, jugendstilhaften Ornamenten und kubischen Baukörpern, die bereits auf das Bauhaus verweisen“. Auch heute wird über die örtliche Bauvorschrift dafür gesorgt, dass neben der Erhaltung historischer Einzelgebäude die kulturell bedeutsame Gesamtheit der prägenden Merkmale des Innenstadtbereiches gesichert wird. Mit dem Wiederaufbau wollte man auch eine bessere städtebauliche Qualität erreichen. Hierzu wurde mit den betroffenen Grundstückseigentümern geklärt, ob sie ihre Häuser am alten Standort aufbauen wollten oder ob sie bereit wären, an einen neuen Bauplatz zu ziehen, damit sich die Stadt weiterentwickeln könne. Ihnen wurde nahegelegt, möglichst „rasch, billig und schön zu bauen“. Schon am 17. Oktober 1908 war das erste Wohnhaus ist bezugsbereit. Nach einem Jahr waren 79 von 125 zerstörten Häusern wieder aufgebaut worden.

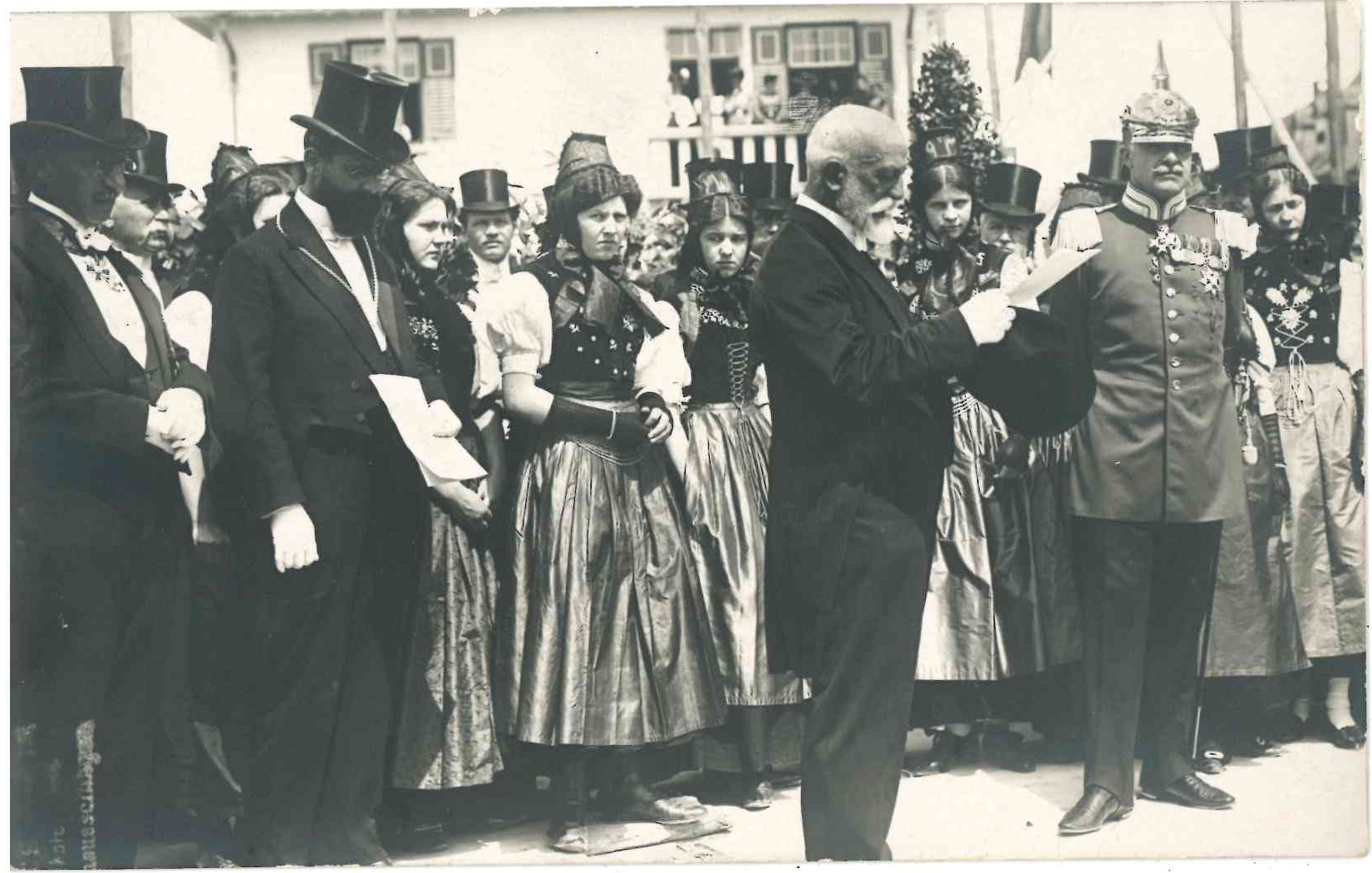
Festakt zur Grundsteinlegung des Rathauses am 19. Mai 1910. Redner F.F. Kabinettsdirektor Geheimrat Waltersberger. In Paradeuniform Fürst Max Egon zu Fürstenberg. Links mit schwarzem Vollbart Bürgermeister Friedrich Schön (Amtszeit 1909 bis 1919).

Über drei Jahre zog sich der Wiederaufbau hin. Hilfreich war, dass bereits zwei Jahre vorher ein Bebauungsplan zur Weiterentwicklung der Stadt verabschiedet worden war. Ursprünglich hatte man mit diesem Plan eine kontinuierliche Weiterentwicklung der Stadt sichern, außerdem auch Straßen erweitern und begradigen wollen.
Viele Handwerker aus der Umgebung arbeiteten in der Stadt, die während dieser Zeit in eine riesige Baustelle verwandelt wurde. Hierzu mussten zuerst die Ruinen abgerissen und der Schutt entsorgt werden. Dem bestehenden Bebauungsplan entsprechend wurden dabei auch einige Straßen begradigt. Das Material der abgebrannten Häuser wurde teilweise als Füllmaterial für die neuen Straßenzüge verwendet. Nach einem Beschluss des Gemeinderates vom 4. September 1908 wurde die Bierstraße in Zeppelinstraße und die Eisenbahnstraße in Max-Egon-Straße umbenannt.
Auf Vorschlag von August Stürzenacker wurde ein Wettbewerb ausgeschrieben, um künstlerisch geeignete und durchdachte Pläne für den Rathausplatz zu erhalten. Auch der Verwaltungsrat der Spar- und Waisenkasse schloss sich an. Ziel war, dass der zentrale Platz durch eine gemeinsame Ausarbeitung der Entwürfe ein harmonisches Bild bieten würde. Preise in Höhe von 5.000 Mark wurden ausgeschrieben, davon übernahm die Sparkasse die Hälfte. Am 26. Februar 1909 stand das Ergebnis des Wettbewerbs fest. Gewinner des ersten Preises, prämiert mit 2.000 Mark, war der Entwurf „Heimatkunst“ des Architekten Eugen Beck aus Karlsruhe. Die Pläne wurden im März in der Sparkasse ausgestellt. Für die Ausführung eignete sich jedoch keiner der Entwürfe. Eine vollständige Umarbeitung der Fassaden wie auch der Grundrisse für das Rathaus und Sparkasse wurde für notwendig gehalten. Die Bauleitung übernahm, wie auch bei anderen Gebäuden, der Architekt Wilhelm Vittali, ein gebürtiger Donaueschinger. Am 19. Mai 1910 wurde der Grundstein für das neue Rathaus gelegt. Ansprachen hielten der neue Bürgermeister Schön und Fürst Max-Egon zu Fürstenberg. Zu diesem Zeitpunkt waren nahezu sämtliche vernichteten Gebäude und Häuser wieder hergestellt und zum großen Teil wieder bewohnt.
Nach 18 Monaten Bauzeit wurde das Rathaus am 4. Dezember 1911 eingeweiht. Die Baukosten betrugen 275.000 Mark. Der Rohbau wurde von der Donaueschinger Baufirma Anton Mall ausgeführt. An der Einweihungsfeier nahm Großherzog Friedrich II. von Baden, der Minister des Inneren Heinrich von und zu Bodman, Oberamtmann Strauß, Bürgermeister Schön und viele weitere teil. Bürgermeister Schön hielt eine Festrede. Er erinnerte nochmals lebhaft an den Tag des Brandes und bedankte sich beim Großherzog für die Unterstützung und Hilfe in der darauffolgenden Zeit. Durch die Förderung und Wohltaten der Spender hat „sich die Stadt schöner als zuvor aus den Trümmern erhoben“. Er dankte den vielen Spendern, dem Fürsten Max-Egon, dem Oberamtmann Strauß und dem Kaiser, die zum Wiederaufbau beigetragen haben. Zum Schluss der Rede bat er den Großherzog um die feierliche Eröffnung des Rathauses.